# 埃科勒蒙
埃科勒蒙（法語：Écollemont，法語發音：[ekɔlmɔ̃]）是法国马恩省的一个市镇，属于维特里勒弗朗索瓦区。

## 地理
埃科勒蒙（48°37'16"N, 4°43'57"E）面积2.81 平方千米，位于法国大東部大區马恩省，该省份为法国东北部内陆省份，北起阿登省，西北接埃纳省，西南接塞纳-马恩省，南至奥布省，东南接上马恩省，东临默兹省。
与埃科勒蒙接壤的市镇（或旧市镇、城区）包括：欧特维尔、滨湖圣玛丽-尼斯芒、拉尔济库尔。

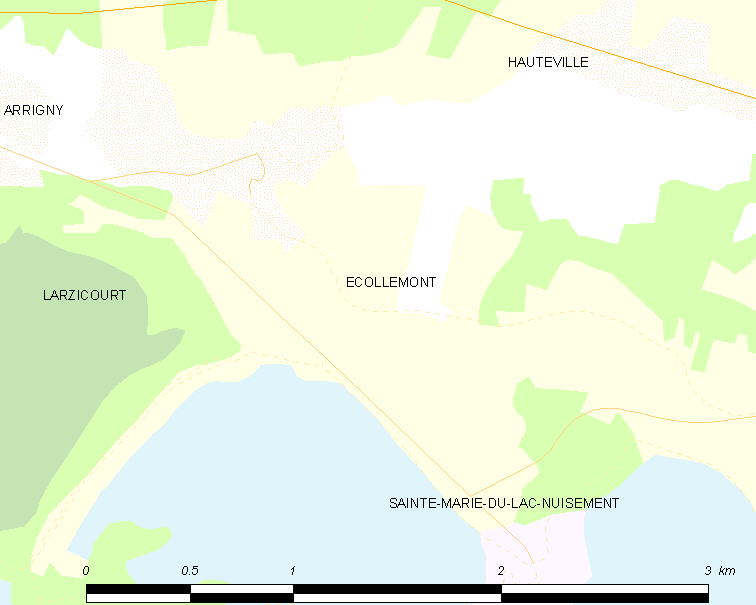
埃科勒蒙的OSM定位图

埃科勒蒙的时区为UTC+01:00、UTC+02:00（夏令时）。

## 行政
埃科勒蒙的邮政编码为51290，INSEE市镇编码为51223。

## 政治
埃科勒蒙所属的省级选区为塞迈兹莱班县。

## 人口

1962-2008年间埃科勒蒙人口变化图示

埃科勒蒙于2022年1月1日时的人口数量为63人。